# Tournoi britannique féminin de rugby à XV 1996
Cet article traite de l'épreuve féminine. Pour la compétition masculine, voir Tournoi des Cinq Nations masculin 1996.
Pour un article plus général, voir Tournoi des Six Nations féminin.
Navigation
Tournoi britannique féminin 1997
Le Tournoi britannique de rugby à XV féminin 1996 est une compétition de rugby à XV féminin qui se déroule du 21 janvier au 17 mars 1996, inspirée du tournoi britannique masculin dit  Home Nations devenu le Tournoi des Six Nations. Il s'agit de la première édition du Tournoi féminin,  elle oppose les équipes d'Angleterre, d'Irlande, d'Écosse et du pays de Galles. Le départage à la différence de points n'étant pas encore prévu, les équipes d'Écosse, d'Irlande et du pays de Galles terminent toutes à la seconde et dernière place. L'Équipe d'Angleterre gagne ce Tournoi en réussissant la Triple couronne.

## Les matches
Les rencontres du tournoi se déroulent sur cinq journées entre janvier et mars.
| 21 janvier 1996 | Blackrock         | Irlande        | 00 - 21 | Écosse         |
| 4 février 1996  | Leicester         | Angleterre     | 56 - 3  | Pays de Galles |
| 18 février 1996 | Bridgend          | Pays de Galles | 11 - 6  | Écosse         |
| 3 mars 1996     | Dublin            | Irlande        | 22 - 6  | Pays de Galles |
| 3 mars 1996     | Édimbourg         | Écosse         | 08 - 12 | Angleterre     |
| 17 mars 1996    | Sunbury-on-Thames | Angleterre     | 22 - 6  | Irlande        |

En complément du tournoi, l'Angleterre bat l'équipe de France 6 - 15 à Villard-Bonnot le 18 février, remportant ainsi un Grand Chelem officieux.

## Le classement

Nations participant au Tournoi.

| Rang | Nation         | J | V | N | D | Pm | Pe | Diff | Pts |
| ---- | -------------- | - | - | - | - | -- | -- | ---- | --- |
| 1    | Angleterre     | 3 | 3 | 0 | 0 | 79 | 25 | +54  | 6   |
| 2=   | Irlande        | 3 | 1 | 0 | 2 | 35 | 23 | +12  | 2   |
| 2=   | Pays de Galles | 3 | 1 | 0 | 2 | 30 | 39 | -9   | 2   |
| 2=   | Écosse         | 3 | 1 | 0 | 2 | 20 | 84 | -64  | 2   |

|  | Vainqueur du Tournoi |